# Mil Mi-4

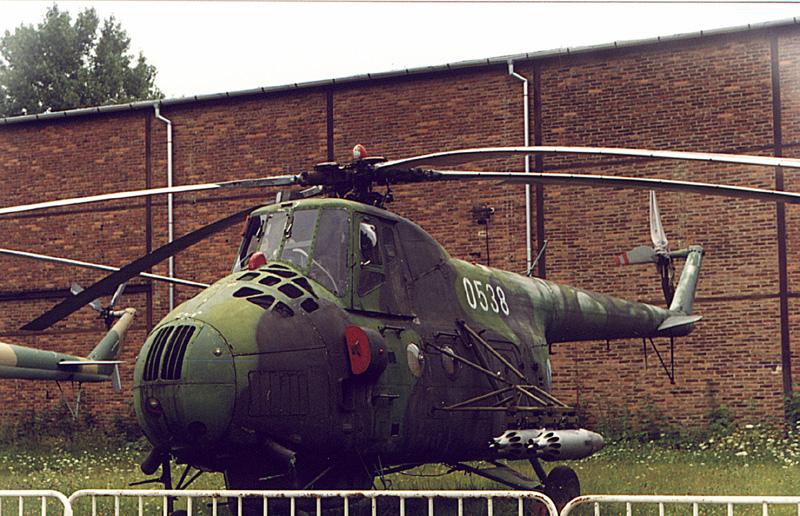
Een Mil Mi-4 in het aviatiemuseum in Praag

De Mil Mi-4 (Russisch: Ми-4) (NAVO-codenaam: Hound) is een Sovjet transporthelikopter die voor zowel civiele als militaire doeleinden ingezet werd. 
De Mi-4 werd ontwikkeld als antwoord op de Sikorsky S-55 en het gebruik van helikopters door de Verenigde Staten tijdens de Koreaanse Oorlog. Hij kwam voor het eerst in dienst in 1952 en verving de Mi-1. De helikopter werd voor het eerst tentoongesteld voor de buitenwereld op  de Sovjet Luchtvaart Dag in 1953.
De Mi-4 ging uit dienst met de komst van de Mi-8. Vandaag de dag is hij niet meer in gebruik van de Russische luchtmacht, maar enkele landen gebruiken hem nog voor kleine transporten.

## Specificaties
- Bemanning: 1 of 2 piloten
- Capaciteit: 16 militairen of 1600 kg vracht
- Lengte: 26,80 m
- Rotor diameter: 21,0 m
- Hoogte: 4,40 m
- Leeggewicht: 5.100 kg
- Max takeoff gewicht: 7.550 kg
- Motoren: 1× shvetsov ASh-82V radiale motor, 1.250 kW
- Max snelheid: 185 km/h
- Plafond: 5.500 m
- Actieradius: 500 km

## Ontwerpvolgorde
Mi-1-Mi-2-Mi-3-Mi-4-Mi-5-Mi-6-Mi-7